# Jouet-sur-l'Aubois

Jouet-sur-l'Aubois este o comună în departamentul Cher, Franța. În 1 ianuarie 2022 avea o populație de 1.306 de locuitori.